# Mistrovství světa v judu 1975 – muži – lehká váha (-63kg)
Zápasy v judu na IX. mistrovství světa v kategorii lehkých vah mužů proběhly ve Vídni, 25. říjen 1975.

## Finále
| Finále             |                 |
| ------------------ | --------------- |
| Kacuhiko Kašiwazak | Jošiharu Minami |
| Jošiharu Minami    | Jošiharu Minami |

## Opravy / O bronz
Do oprav se dostali judisté, kteří během turnaje prohráli svůj zápas s jedním ze dvou finalistů.
| opravy      | opravy          | opravy           | o bronz             |                  |
| ----------- | --------------- | ---------------- | ------------------- | ---------------- |
| Kim Ui-jong | Kim Ui-jong     | Lars-Eric Flygh  | Torsten Reißmann    | Torsten Reißmann |
| Ezio Gamba  | Kim Ui-jong     | Lars-Eric Flygh  | Torsten Reißmann    | Torsten Reißmann |
|             | Lars-Eric Flygh | Lars-Eric Flygh  | Torsten Reißmann    | Torsten Reißmann |
|             |                 | Torsten Reißmann | Torsten Reißmann    | Torsten Reißmann |
|             |                 |                  | Šengeli Picchelauri | Torsten Reißmann |
| volný los   | Felice Mariani  | Felice Mariani   | Felice Mariani      | Felice Mariani   |
| volný los   | Felice Mariani  | Felice Mariani   | Felice Mariani      | Felice Mariani   |
|             | Daniel Hardy    | Felice Mariani   | Felice Mariani      | Felice Mariani   |
|             |                 | Yves Delvingt    | Felice Mariani      | Felice Mariani   |
|             |                 |                  | Alexander Leibkind  | Felice Mariani   |

## Pavouk
|   | 1/64                | 1/32                | 1/16                | čtvrtfinále         | semifinále          | finále              |
| - | ------------------- | ------------------- | ------------------- | ------------------- | ------------------- | ------------------- |
| A | volný los           | James Martin        | James Martin        | Šagdaryn Čanrav     | Šengeli Picchelauri | Kacuhiko Kašiwazaki |
| A | volný los           | James Martin        | James Martin        | Šagdaryn Čanrav     | Šengeli Picchelauri | Kacuhiko Kašiwazaki |
| A | Ferenc Szabó        | Anelson Guerra      | James Martin        | Šagdaryn Čanrav     | Šengeli Picchelauri | Kacuhiko Kašiwazaki |
| A | Anelson Guerra      | Anelson Guerra      | James Martin        | Šagdaryn Čanrav     | Šengeli Picchelauri | Kacuhiko Kašiwazaki |
| A | Stanko Topolčnik    | Šagdaryn Čanrav     | Šagdaryn Čanrav     | Šagdaryn Čanrav     | Šengeli Picchelauri | Kacuhiko Kašiwazaki |
| A | Šagdaryn Čanrav     | Šagdaryn Čanrav     | Šagdaryn Čanrav     | Šagdaryn Čanrav     | Šengeli Picchelauri | Kacuhiko Kašiwazaki |
| A | volný los           | Jef Smeyers         | Šagdaryn Čanrav     | Šagdaryn Čanrav     | Šengeli Picchelauri | Kacuhiko Kašiwazaki |
| A | volný los           | Jef Smeyers         | Šagdaryn Čanrav     | Šagdaryn Čanrav     | Šengeli Picchelauri | Kacuhiko Kašiwazaki |
| A | volný los           | Edward Alkśnin      | Čang Un-kjong       | Šengeli Picchelauri | Šengeli Picchelauri | Kacuhiko Kašiwazaki |
| A | volný los           | Edward Alkśnin      | Čang Un-kjong       | Šengeli Picchelauri | Šengeli Picchelauri | Kacuhiko Kašiwazaki |
| A | Drew Fleming        | Čang Un-kjong       | Čang Un-kjong       | Šengeli Picchelauri | Šengeli Picchelauri | Kacuhiko Kašiwazaki |
| A | Čang Un-kjong       | Čang Un-kjong       | Čang Un-kjong       | Šengeli Picchelauri | Šengeli Picchelauri | Kacuhiko Kašiwazaki |
| A | Šengeli Picchelauri | Šengeli Picchelauri | Šengeli Picchelauri | Šengeli Picchelauri | Šengeli Picchelauri | Kacuhiko Kašiwazaki |
| A | John Villadsen      | Šengeli Picchelauri | Šengeli Picchelauri | Šengeli Picchelauri | Šengeli Picchelauri | Kacuhiko Kašiwazaki |
| A | volný los           | Michel Algisi       | Šengeli Picchelauri | Šengeli Picchelauri | Šengeli Picchelauri | Kacuhiko Kašiwazaki |
| A | volný los           | Michel Algisi       | Šengeli Picchelauri | Šengeli Picchelauri | Šengeli Picchelauri | Kacuhiko Kašiwazaki |
| B | volný los           | Torsten Reißmann    | Torsten Reißmann    | Torsten Reißmann    | Kacuhiko Kašiwazaki | Kacuhiko Kašiwazaki |
| B | volný los           | Torsten Reißmann    | Torsten Reißmann    | Torsten Reißmann    | Kacuhiko Kašiwazaki | Kacuhiko Kašiwazaki |
| B | Jörg Leins          | Raymond Neenan      | Torsten Reißmann    | Torsten Reißmann    | Kacuhiko Kašiwazaki | Kacuhiko Kašiwazaki |
| B | Raymond Neenan      | Raymond Neenan      | Torsten Reißmann    | Torsten Reißmann    | Kacuhiko Kašiwazaki | Kacuhiko Kašiwazaki |
| B | David Sa'ad         | Jürgen Radspieler   | Brad Farrow         | Torsten Reißmann    | Kacuhiko Kašiwazaki | Kacuhiko Kašiwazaki |
| B | Jürgen Radspieler   | Jürgen Radspieler   | Brad Farrow         | Torsten Reißmann    | Kacuhiko Kašiwazaki | Kacuhiko Kašiwazaki |
| B | Brad Farrow         | Brad Farrow         | Brad Farrow         | Torsten Reißmann    | Kacuhiko Kašiwazaki | Kacuhiko Kašiwazaki |
| B | Gerard van de Brand | Brad Farrow         | Brad Farrow         | Torsten Reißmann    | Kacuhiko Kašiwazaki | Kacuhiko Kašiwazaki |
| B | volný los           | Ezio Gamba          | Kacuhiko Kašiwazaki | Kacuhiko Kašiwazaki | Kacuhiko Kašiwazaki | Kacuhiko Kašiwazaki |
| B | volný los           | Ezio Gamba          | Kacuhiko Kašiwazaki | Kacuhiko Kašiwazaki | Kacuhiko Kašiwazaki | Kacuhiko Kašiwazaki |
| B | Kacuhiko Kašiwazaki | Kacuhiko Kašiwazaki | Kacuhiko Kašiwazaki | Kacuhiko Kašiwazaki | Kacuhiko Kašiwazaki | Kacuhiko Kašiwazaki |
| B | Kim Ui-jong         | Kacuhiko Kašiwazaki | Kacuhiko Kašiwazaki | Kacuhiko Kašiwazaki | Kacuhiko Kašiwazaki | Kacuhiko Kašiwazaki |
| B | An Či-čun           | An Či-čun           | Lars-Eric Flygh     | Kacuhiko Kašiwazaki | Kacuhiko Kašiwazaki | Kacuhiko Kašiwazaki |
| B | Gerardo Padilla     | An Či-čun           | Lars-Eric Flygh     | Kacuhiko Kašiwazaki | Kacuhiko Kašiwazaki | Kacuhiko Kašiwazaki |
| B | volný los           | Lars-Eric Flygh     | Lars-Eric Flygh     | Kacuhiko Kašiwazaki | Kacuhiko Kašiwazaki | Kacuhiko Kašiwazaki |
| B | volný los           | Lars-Eric Flygh     | Lars-Eric Flygh     | Kacuhiko Kašiwazaki | Kacuhiko Kašiwazaki | Kacuhiko Kašiwazaki |
| C | volný los           | Alexander Leibkind  | Alexander Leibkind  | Alexander Leibkind  | Alexander Leibkind  | Jošiharu Minami     |
| C | volný los           | Alexander Leibkind  | Alexander Leibkind  | Alexander Leibkind  | Alexander Leibkind  | Jošiharu Minami     |
| C | Pop                 | Hristov             | Alexander Leibkind  | Alexander Leibkind  | Alexander Leibkind  | Jošiharu Minami     |
| C | Hristov             | Hristov             | Alexander Leibkind  | Alexander Leibkind  | Alexander Leibkind  | Jošiharu Minami     |
| C | Cusack              | Manuel Luna         | Manuel Luna         | Alexander Leibkind  | Alexander Leibkind  | Jošiharu Minami     |
| C | Manuel Luna         | Manuel Luna         | Manuel Luna         | Alexander Leibkind  | Alexander Leibkind  | Jošiharu Minami     |
| C | volný los           | Marcel Burkhard     | Manuel Luna         | Alexander Leibkind  | Alexander Leibkind  | Jošiharu Minami     |
| C | volný los           | Marcel Burkhard     | Manuel Luna         | Alexander Leibkind  | Alexander Leibkind  | Jošiharu Minami     |
| C | volný los           | Graeme Culling      | Ferenc Kollar       | Erdev               | Alexander Leibkind  | Jošiharu Minami     |
| C | volný los           | Graeme Culling      | Ferenc Kollar       | Erdev               | Alexander Leibkind  | Jošiharu Minami     |
| C | Arvo Tarvainen      | Ferenc Kollar       | Ferenc Kollar       | Erdev               | Alexander Leibkind  | Jošiharu Minami     |
| C | Ferenc Kollar       | Ferenc Kollar       | Ferenc Kollar       | Erdev               | Alexander Leibkind  | Jošiharu Minami     |
| C | Luiz Shinohara      | Ivan Vidmajer       | Erdev               | Erdev               | Alexander Leibkind  | Jošiharu Minami     |
| C | Ivan Vidmajer       | Ivan Vidmajer       | Erdev               | Erdev               | Alexander Leibkind  | Jošiharu Minami     |
| C | volný los           | Erdev               | Erdev               | Erdev               | Alexander Leibkind  | Jošiharu Minami     |
| C | volný los           | Erdev               | Erdev               | Erdev               | Alexander Leibkind  | Jošiharu Minami     |
| D | volný los           | Adam Bes            | Gennadij Ivšin      | Yves Delvingt       | Jošiharu Minami     | Jošiharu Minami     |
| D | volný los           | Adam Bes            | Gennadij Ivšin      | Yves Delvingt       | Jošiharu Minami     | Jošiharu Minami     |
| D | Čchoi Wen-ho        | Gennadij Ivšin      | Gennadij Ivšin      | Yves Delvingt       | Jošiharu Minami     | Jošiharu Minami     |
| D | Gennadij Ivšin      | Gennadij Ivšin      | Gennadij Ivšin      | Yves Delvingt       | Jošiharu Minami     | Jošiharu Minami     |
| D | Yves Delvingt       | Yves Delvingt       | Yves Delvingt       | Yves Delvingt       | Jošiharu Minami     | Jošiharu Minami     |
| D | Niklas Kristensson  | Yves Delvingt       | Yves Delvingt       | Yves Delvingt       | Jošiharu Minami     | Jošiharu Minami     |
| D | volný los           | Jan Peters          | Yves Delvingt       | Yves Delvingt       | Jošiharu Minami     | Jošiharu Minami     |
| D | volný los           | Jan Peters          | Yves Delvingt       | Yves Delvingt       | Jošiharu Minami     | Jošiharu Minami     |
| D | volný los           | Willi Reizelsdorfer | Daniel Hardy        | Jošiharu Minami     | Jošiharu Minami     | Jošiharu Minami     |
| D | volný los           | Willi Reizelsdorfer | Daniel Hardy        | Jošiharu Minami     | Jošiharu Minami     | Jošiharu Minami     |
| D | Daniel Hardy        | Daniel Hardy        | Daniel Hardy        | Jošiharu Minami     | Jošiharu Minami     | Jošiharu Minami     |
| D | Seth Birch          | Daniel Hardy        | Daniel Hardy        | Jošiharu Minami     | Jošiharu Minami     | Jošiharu Minami     |
| D | Kenny Okada         | Felice Mariani      | Jošiharu Minami     | Jošiharu Minami     | Jošiharu Minami     | Jošiharu Minami     |
| D | Felice Mariani      | Felice Mariani      | Jošiharu Minami     | Jošiharu Minami     | Jošiharu Minami     | Jošiharu Minami     |
| D | volný los           | Jošiharu Minami     | Jošiharu Minami     | Jošiharu Minami     | Jošiharu Minami     | Jošiharu Minami     |
| D | volný los           | Jošiharu Minami     | Jošiharu Minami     | Jošiharu Minami     | Jošiharu Minami     | Jošiharu Minami     |